# Hippopsicon rugosicolle
Hippopsicon rugosicolle är en skalbaggsart som beskrevs av Stefan von Breuning 1952. Hippopsicon rugosicolle ingår i släktet Hippopsicon och familjen långhorningar. Inga underarter finns listade i Catalogue of Life.